# نیترو
نیترو (به انگلیسی: Nitro) یک فیلم اکشن و دلهره‌آور کانادایی به کارگردانی آلن دزروچرز که در سال ۲۰۰۷ منتشر شد. در این فیلم گیوم لمی-تیویرژ در نقش مکس، یک درگ مسابقه سابق بازی می‌کند که وقتی دوست دخترش (میریام تالارد) نیاز به پیوند قلب دارد، مجبور می‌شود به گذشته جنایتکارانه خود بازگردد. در این فیلم همچنین لوسی لوریر در نقش مورگان، یک درگ مسابقه زن که به مکس در جستجوی یافتن اندام مناسب برای جراحی دوست دخترش کمک می‌کند، بازی می‌کند.

## داستان
مکس زندگی خوبی با همسرش آلیس و پسرشان تئو می‌گذراند. تا اینکه بیماری کهنه آلیس عود می‌کند و اگر عمل ‏انتقال قلب روی وی انجام نشود، خواهد مرد. مکس که از این وضعیت به سختی پریشان شده، به تئو قول می‌دهد تا ‏آلیس را نجات دهد. اما قلبی که بتوان آن را جایگزین قلب بیمار آلیس کرد، در دسترس نیست. زمان به سرعت سپری ‏می‌شود و مکس که سابقاً یک راننده حرفه‌ای بوده، در اوج نومیدی برای تامین پولی که بتواند هماهنگ کننده انتقال ‏عضو را وادار به همکاری کند، به سراغ پدرش می‌رود. بعد از گرفتن اتومبیلی پر سرعت راهی محلی می‌شود که ‏جایگاه جوانان عشق سرعت و مسابقات آنهاست و شرط بندی های کلانی نیز در آنجا صورت می‌گیرد. مکس موفق می ‌شود تا مقداری پولی تهیه کند، اما این مبلغ کافی نیست. ناچار به سراغ کسی می رود که در گذشته با وی برخوردی ‏خشونت بار داشته است. مردی معروف به وکیل که در پوشش اداره یک سکس کلاب دست به هر کاری می‌زند، حتی ‏فروش اعضای بدن انسان... اما وکیل مدت ها قبل مکس را تهدید کرده که در صورت ملاقات مجددشان، وی را خواهد ‏کشت....‏

## اکران فیلم
این فیلم در ۲۹ ژوئن ۲۰۰۷ در سینماها اکران شد. علیرغم اینکه در آن زمان فقط در سینماهای شهر کبک نمایش داده شد، در آخر هفته افتتاحیه آن چنان محبوب بود که در گیشه کانادا در رتبه پنجم قرار گرفت.

## دنباله
قسمت دوم این فیلم در سال ۲۰۱۶ با عنوان حمله نیترو منتشر شد.